# Cabeza Prieta National Wildlife Refuge
Le Cabeza Prieta National Wildlife Refuge est une aire protégée américaine située dans le sud-ouest de l'Arizona, le long de 90 km de frontière entre le Mexique et les États-Unis. Il est bordé au nord et à l'ouest par le Barry M. Goldwater Air Force Range, au sud par la réserve de biosphère El Pinacate y Gran Desierto de Altar du Mexique, au nord-est par la ville d'Ajo, et au sud-est par l'Organ Pipe Cactus National Monument.
Situé dans le désert de Yuma, une section à basse altitude du désert de Sonora, le refuge a été initialement créé en 1939 pour protéger les mouflons d'Amérique du désert. Il abrite plus de 275 espèces animales différentes et près de 400 espèces végétales.
Le CPNWR est le troisième plus grand refuge national de faune des Etats-Unis hors Alaska. Sa superficie totale est de 3480 km², qui est supérieure à celle de l'état de Rhode Island.

## Étymologie
Cabeza Prieta signifie en espagnol «tête sombre», le nom du refuge vient des montagnes de Cabeza Prieta dans la partie nord-ouest du refuge.

## Accès

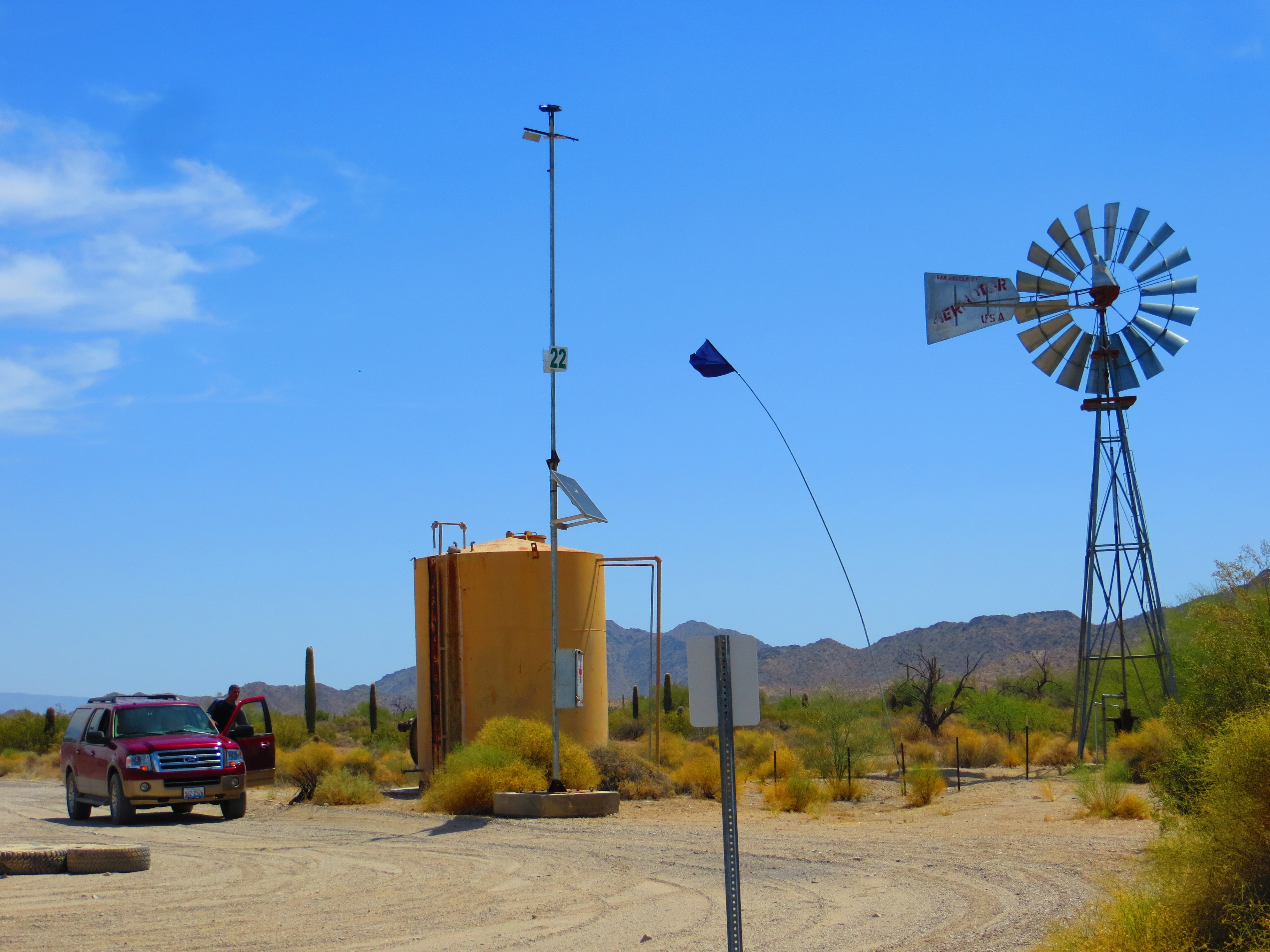
Papago Well, situé sur El Camino Del Diablo dans le Refuge

Le refuge est administré depuis un petit bâtiment du siège, situé à Ajo. Il n'y a que trois routes à usage public dans le refuge: El Camino Del Diablo, Christmas Pass Road et Charlie Bell Road. Toutes ne sont pas goudronnées et sont souvent très difficiles à parcourir à cause de la boue et du sable profonds, des roches acérées, de la végétation et d'autres obstacles.
Certaines parties du refuge sont parfois temporairement interdites aux visiteurs pendant les exercices d'entraînement sur le champ de tir adjacent Barry M. Goldwater Air Force, ou en raison de préoccupations d'application de la loi concernant le trafic illégal de personnes et de drogues en provenance du Mexique. De plus, certaines parties du refuge sont temporairement interdites aux visiteurs entre la mi-mars et la mi-juillet, pendant la saison de reproduction du pronghorn de Sonora (Antilocapra americana sonoriensis), une espèce en voie de disparition endémique du désert de Sonora. Le but de cette fermeture est de minimiser les perturbations des troupeaux contenant des faons, ce qui peut entraîner la perte de faons.

## Faune

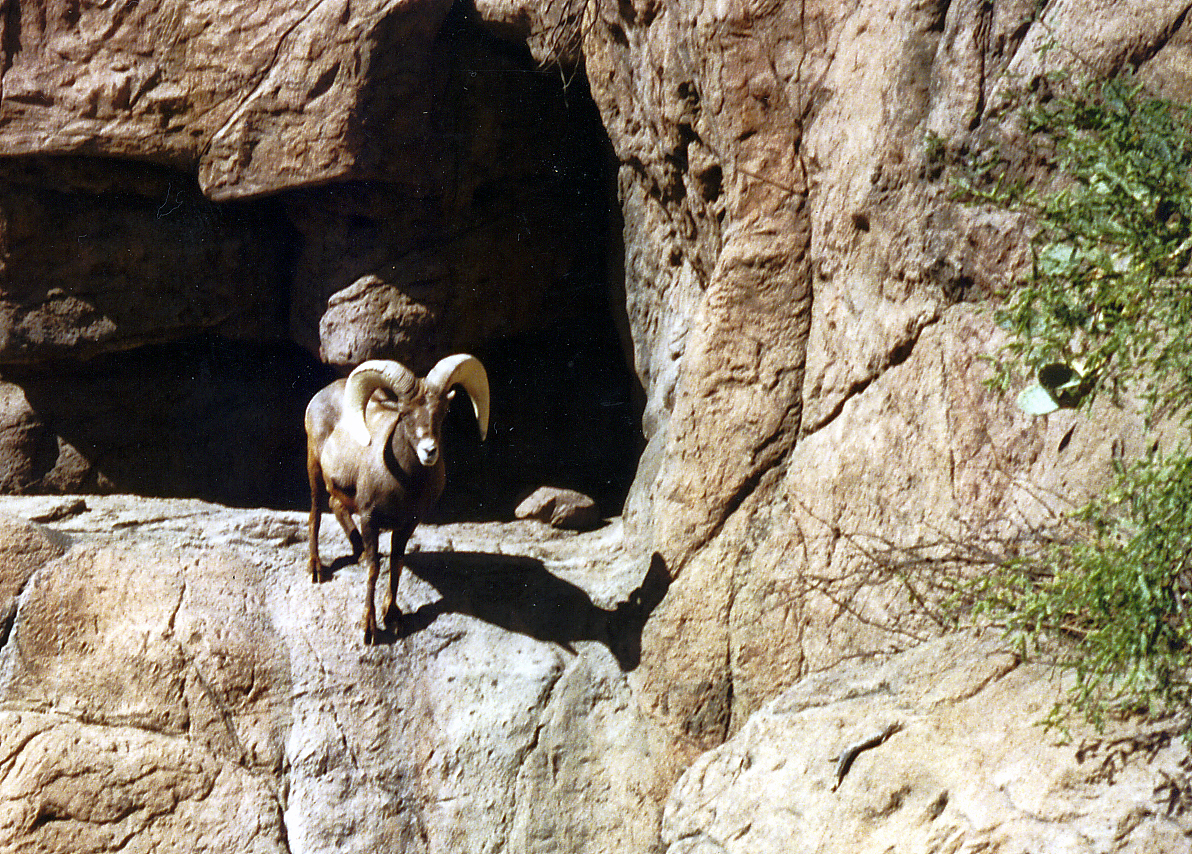
Bighorn du désert

La réserve est située dans le désert de Yuma, une section à basse altitude du désert de Sonora. Malgré la rudesse de l'environnement désertique, le refuge abrite plus de 275 espèces différentes d'animaux et près de 400 espèces de plantes. Parmi elles, le blaireau américain, le lynx, le pécari à collier, le coyote, le puma, le renard gris, le rat-kangourou du désert, le cerf-mulet du désert, le monstre de Gila, l'aigle doré, la chouette elfe ou le grand géocoucou. De nombreuses espèces d'oiseaux sont des résidents permanents, tandis que de nombreuses autres y migrent au printemps et à l'automne. La plupart de la faune sont des xérocoles, et elles ont tendance à être nocturnes ou crépusculaires, les plus actives à l'aube et au crépuscule pour échapper à la chaleur.

## Immigration illégale
La zone est un couloir actif pour l'entrée illégale et la contrebande aux États-Unis. Depuis 2017, les restes squelettiques d'au moins quarante personnes ont été retrouvés ici, des migrants qui sont morts en raison du manque d'eau et / ou des températures extrêmes. L'administration Trump a resserré les règles interdisant de laisser de la nourriture, de l'eau et des vêtements dans ces zones, même si elles étaient destinées à sauver des vies. Des volontaires de l'aide humanitaire ont été reconnus coupables d'un délit en 2019 pour avoir agi ainsi, et l'incident a déclenché un débat sur l'autorité morale,.

## Galerie

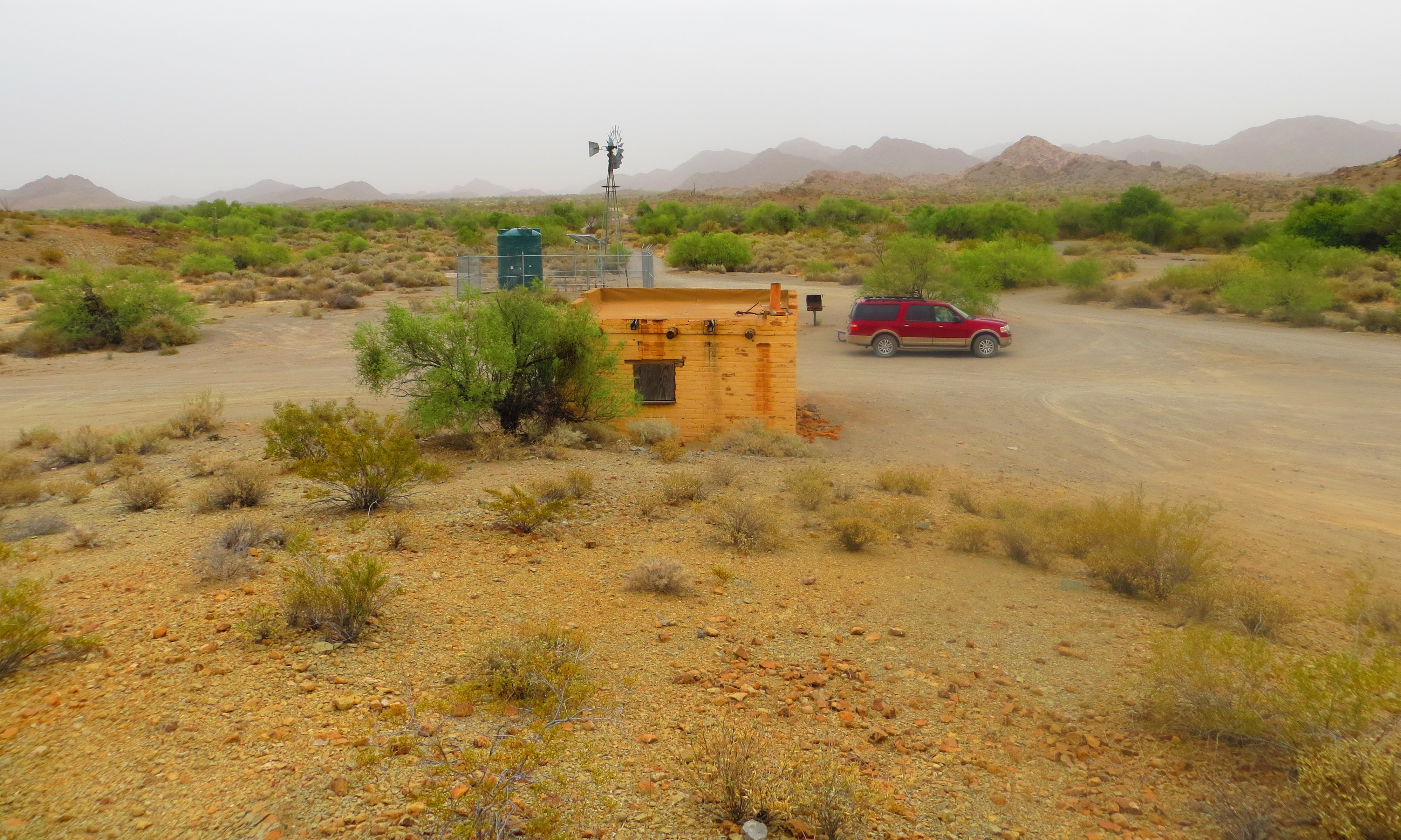
Tule Well, situé sur El Camino Del Diablo
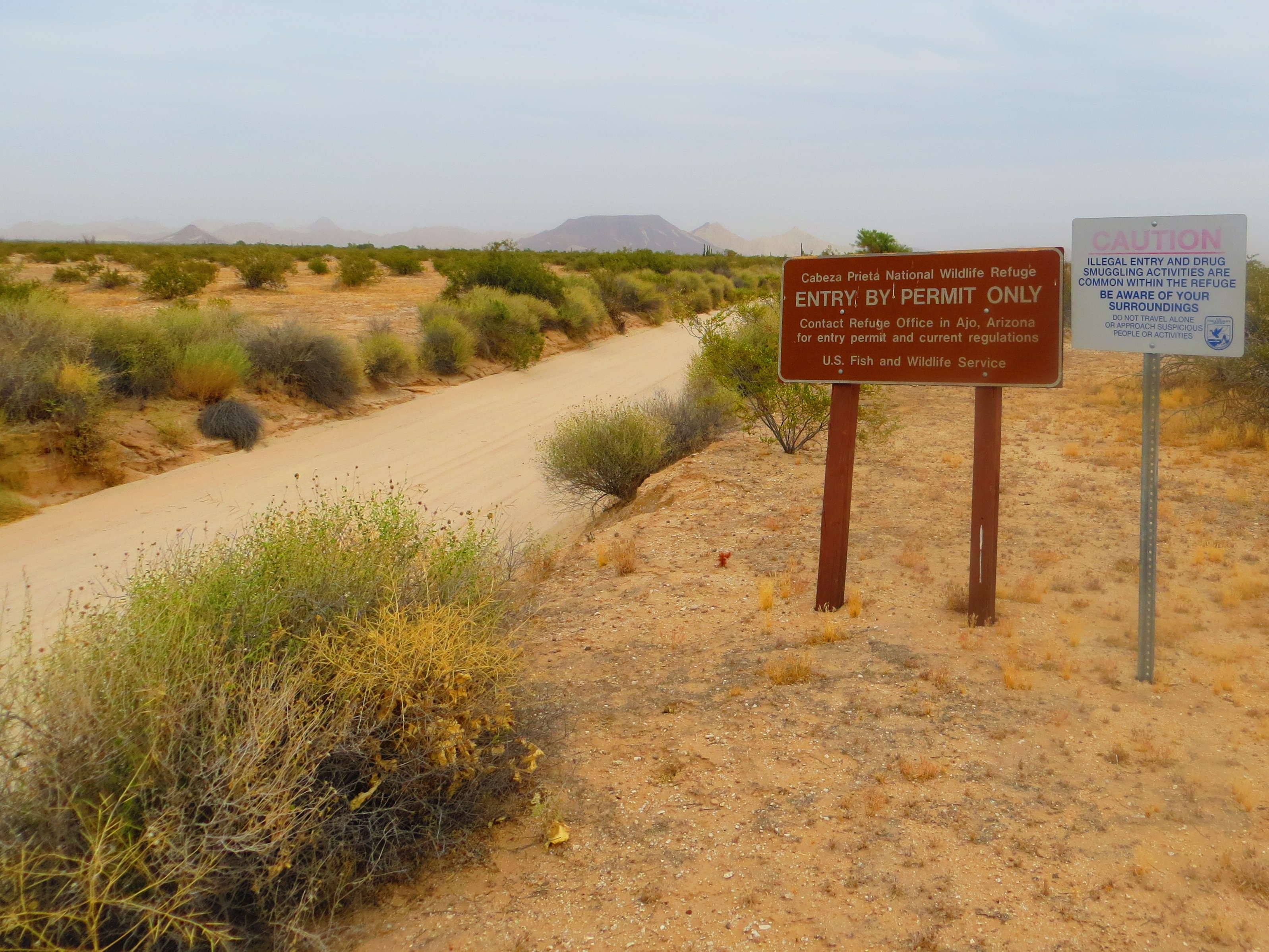
El Camino Del Diablo à l'entrée est de la réserve
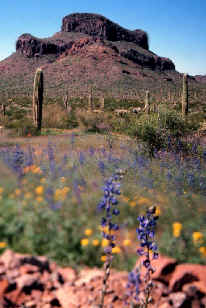
Fleurs sauvages
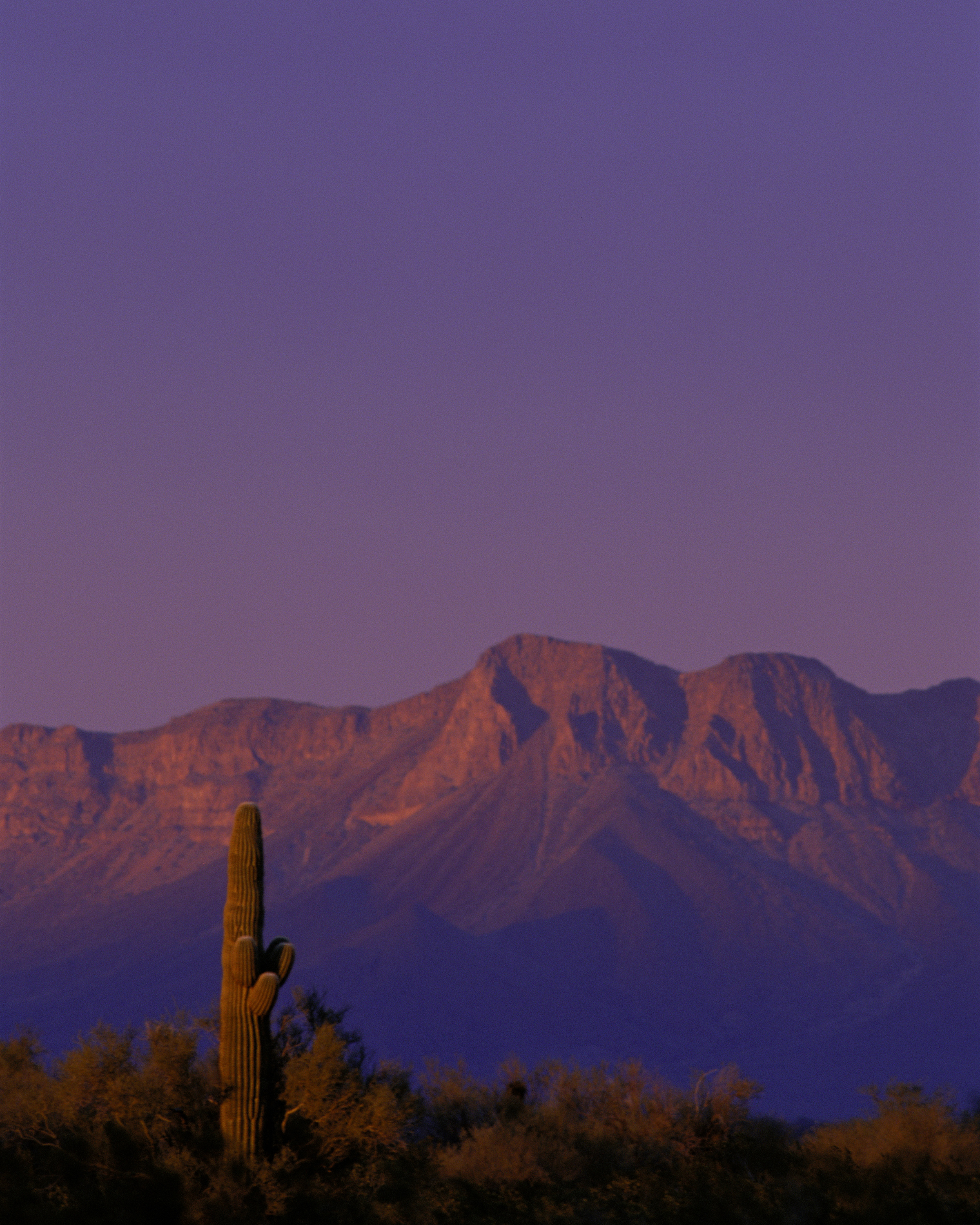
Coucher de soleil
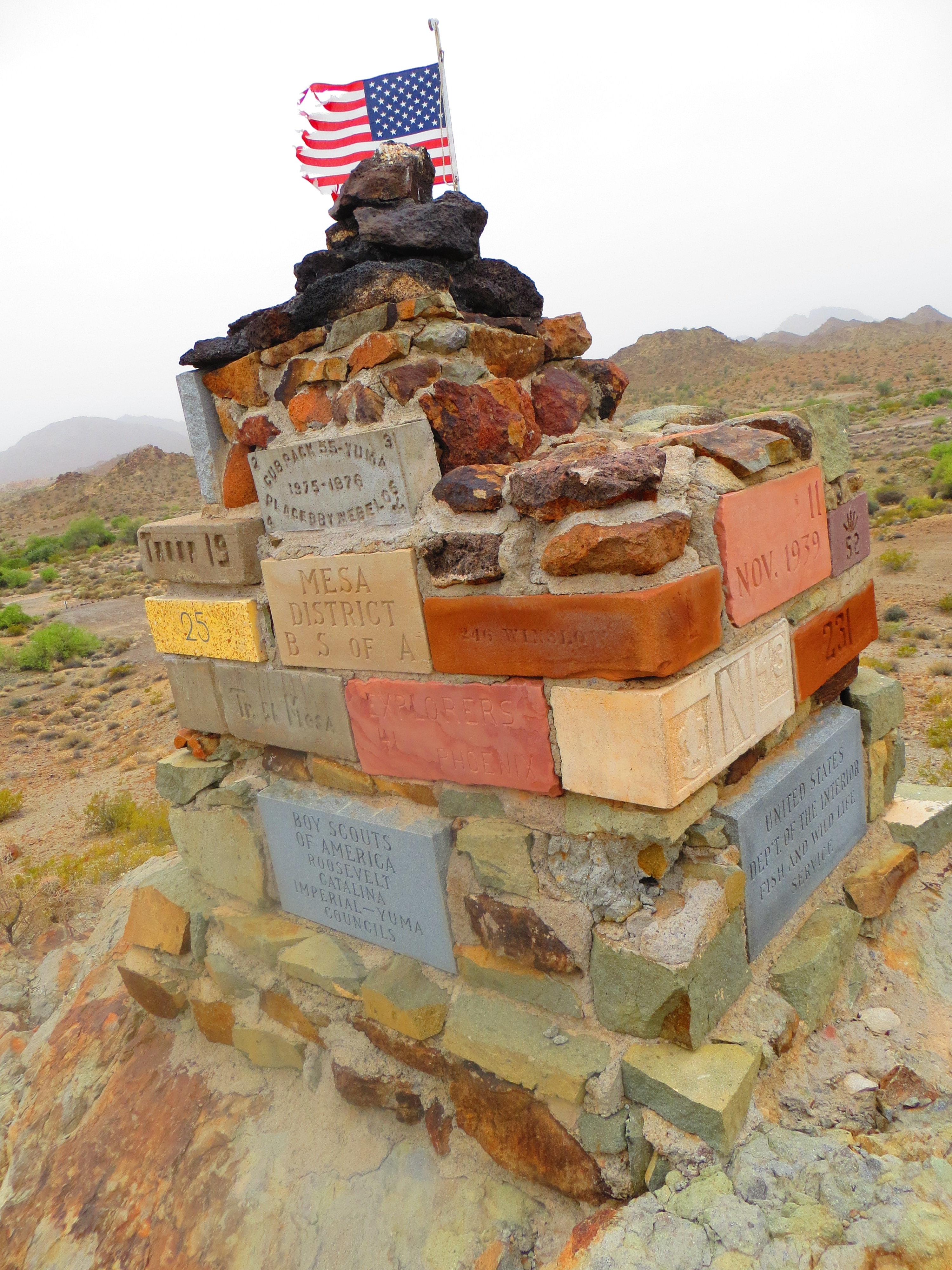
Monument de brique et de pierre à Tule Well commémorant l'inauguration de la réserve